# هارون دوغان (موسيقي)
هارون دوغان (بالإنجليزية: Aaron Dugan)‏ هو موسيقي أمريكي، ولد في 1977.